# Serianthes
Serianthes là một chi thực vật có hoa trong họ Đậu.